# 尤利乌斯·斯库特纳布
尤利乌斯·斯库特纳布（瑞典語：Julius Skutnabb，1889年6月12日—1965年2月26日），芬兰男子速度滑冰运动员。他曾代表芬兰在冬季奥运会速度滑冰比赛中获得1枚金牌、2枚银牌和1枚铜牌。